# 奧古斯特·米耶特
奧古斯特·米耶特（August Miete，1908年11月1日—1987年8月9日）是納粹德國的黨衛軍幹部。他曾在格拉芬內克安樂死中心（Grafeneck Euthanasia Centre）和哈達瑪安樂死中心工作，後來又在特雷布林卡滅絕營工作。奧古斯特·米耶特於1960年被捕並在西德受審，罪名是參與至少30萬人的大屠殺；1965年，他被判有罪，並被判處終身監禁。

## 生平
1940年初，奧古斯特·米耶特加入納粹黨，並很快參與了T-4行動。明斯特當地農業商會向米特推薦了格拉芬內克安樂死中心的工作，他接受了這份工作邀請，在附屬於該中心的農場工作。1940年5月至1941年10月，他在格拉芬內克安樂死中心工作。隨後，奧古斯特·米耶特開始更多地參與哈達瑪安樂死中心的屠殺過程，他在那裡擔任司爐；也就是負責從毒氣室移出屍體、拔出金牙、焚燒屍體，並在毒氣室和火葬場周圍執行其他任務。
1942年6月底，他被調往被佔領的波蘭參加萊茵哈德行動，並被派往特雷布林卡滅絕營。
奧古斯特·米耶特在特雷布林卡滅絕營，因其殘忍而臭名昭著，被囚犯稱為「死亡天使」。米特負責管理一個名為「Lazaret」的假醫務室，這是一座被鐵絲網包圍的小營房，生病、年老和難以管教的囚犯會直接從新抵達的大屠殺列車上被帶到這裡，遠離人們的視線。患病婦女的子女以及獨自乘車抵達的兒童也被送往醫院。米耶特親手屠殺數千人，他的下屬維利·門茨（Willi Mentz）也為其提供協助，他被囚犯們稱為“科學怪人”。